# Raffaele Quattrone
Raffaele Quattrone (Foggia, 19 novembre 1974) è un sociologo e curatore di arte contemporanea italiano.

## Biografia
La sua carriera professionale inizia dopo la laurea presso l’Università degli Studi di Firenze dove il professore Giorgio Marsiglia, che lo aveva affiancato in tutto il percorso universitario, lo convince a trasformare in una professione la sua predisposizione per l’arte contemporanea. 
La tesi di Raffaele Quattrone viene pubblicata dal Gruppo Messaggerie Italiane nel 2010 con il titolo Modernità e campo dell’arte. Per una sociologia critica dell’arte contemporanea e rappresenta una testimonianza dell'influenza esercitata dal sociologo francese Pierre Bourdieu sulla sua formazione. 
Nello stesso anno, con il progetto “Dis-Orienteering: il gioco dell’identità nella società del rischio”, vince la terza edizione del Concorso Regionale per giovani curatori e critici d’arte “A cura di…” organizzato da Giovani d’Arte, Comune di Modena e promosso dalla Presidenza del Consiglio dei Ministri.
Successivamente il libro “Modernità e campo dell’arte” colpisce positivamente il direttore della rivista Equipèco, Carmine Muliere, che gli affida la rubrica omonima fino al 2016. L’intesa con Muliere produce la rielaborazione del libro con l'acquisizione di due importanti contributi: una prefazione di Michelangelo Pistoletto (nel 2012 Quattrone diventa ambasciatore del progetto Rebirth – Terzo Paradiso) e una conversazione con l’artista cinese Wang Qingsong. Il libro viene pubblicato da Edizioni Equipèco nel 2014 con il titolo “IN ITINERE. Arte contemporanea in trasformazione”.

## Esperienze professionali
La prima mostra di rilievo curata da Raffaele Quattrone viene organizzata nel 2012 presso gli spazi della Galleria OltreDimore di Bologna. Con il titolo di "When (Italian) Responsibilities Become Forms" vengono raccolte opere di Emanuela Ascari, Armando Lulaj, Dacia Manto, Alessandro Moreschini, Piero Mottola, Cesare Pietroiusti, Michelangelo Pistoletto & Diego Paccagnella per "Love Difference - Movimento Artistico per una Politica InterMediterranea". La mostra includeva un art talk con gli artisti e molteplici live performance come il concerto "Due tipi di musica relazionale" di Piero Mottola con il soprano Keiko Morikawa, e la lecture "Giocare con le regole" di Cesare Pietroiusti. 
Nel 2013 Quattrone cura una seconda mostra per OltreDimore "//:(TT)+U=Think The Unthinkable", con opere di Filippo Berta, Enrica Borghi, Alberto Di Fabio, Michele Giangrande, Roberta Grasso, Alessandro Moreschini, ZUP - Zuppa Urban Project. La mostra, ripetendo il modello precedente, includeva l’art talk "Arte e scienza. Incontro con Alberto Di Fabio", il workshop "Think the unthinkable" con Enrica Borghi e "ZUPlab", laboratorio e performance finale di ZUP - Zuppa Urban Project.
Nello stesso anno Quattrone inizia a collaborare con il Wall Street International Magazine (oggi Meer) scrivendo su e intervistando alcune delle figure più importanti dello scenario culturale internazionale: Mario Airò, Renato Barilli, Bertozzi & Casoni, Ergin Cavusoglu, Alberto Di Fabio, Stan Douglas, Nicola Formichetti, Gonkar Gyatso, Paul Gladston e Yu Youhan, Kepa Garraza, Anthony Gormley, Kimsooja, Jeff Koons, Mona Hatoum, Sabrina Mezzaqui, Nasr Moataz, Shirin Neshat, Giuseppe Penone, Michelangelo Pistoletto, Zimoun e altri.
Nel 2014 viene nominato direttore della Fondazione CMM a Roma, una fondazione creata da Carmine Muliere e da Equipèco per la quale Quattrone curerà la mostra “Slowly. Elogio della lentezza” prima di lasciare l’incarico.
Nel 2015 inizia la collaborazione con la Real Academia de Espana en Roma per la quale, tra le varie iniziative, ha curato nel 2017 la mostra “Oltre ogni ragionevole dubbio. Alberto Di Fabio – Kepa Garraza” e co-curato, nel 2019, - con Rosalia Banet e Xosè Prieto Souto - la mostra “L’ultimo Espaliù”.
Nel 2018 pubblica per 24ORE Cultura il libro “NewFaustianWorld. 17 pittori per l'arte del XXI secolo” sulle opere di Glenn Brown, Maurizio Cannavacciuolo, Andrea Chiesi, Tiffany Chung, Njideka Akunyili Crosby, Alberto Di Fabio, Kepa Garraza, NS Harsha, Songsong Li, Alessandro Moreschini, Mauro Pipani, Imran Qureshi, Terry Rodgers, Raqib Shaw, Philip Taaffe, Josep Tornero, Jan Worst
Il libro ispira l'allestimento di due mostre ("Augeo Art Space", a Rimini; "Beatrice Burati Anderson", a Venezia) e la realizzazione di un docu-film diretto da Piero Passaro e prodotto da Theater 7/2 Productions. Tradotto in inglese, francese, spagnolo, indi e greco il docu-film è stato presentato in centinaia di eventi e festival in tutto il mondo ricevendo numerosi riconoscimenti internazionali.
È del 2024 il progetto “MASTERPIECE. Sulle tracce della meraviglia”, una docu-series scritta e condotta da Quattrone e che è andata in onda ogni domenica alle 11 a partire dal 7 aprile 2024 su “Documentando. Archivio del Documentario Italiano”, la piattaforma digitale di conservazione e visione dei documentari italiani. La docu-serie si è sviluppata in 5 puntate coinvolgendo alcuni tra i più importanti artisti del mondo: Identità è Libertà. Libertà è Identità (Shirin Neshat e Imran Qureshi); Responsabilità (Bertozzi & Casoni e Michelangelo Pistoletto); Desiderio e modelli sociali (Vanessa Beecroft e Jeff Koons); Spazi e luoghi (Alberto Di Fabio e Mona Hatoum); Trasformazione (Marinella Senatore e Anri Sala).
Ad ottobre 2024 ha curato l’installazione “Pozzo Specchio nel Tempietto di Bramante” dell’artista Michelangelo Pistoletto anticipando la mostra “Michelangelo Pistoletto alla Real Academia de España en Roma”, organizzata in occasione della celebrazione dei 150 anni dalla nascita dell’Accademia di Spagna a Roma.
Ha collaborato con il gruppo Rocco Forte Hotels organizzando la mostra "Ciò che vediamo non è ciò che è ma ciò che siamo" di Bertozzi & Casoni a Villa Igiea, Palermo nella primavera del 2025.
Parallelamente alla carriera di curatore di arte contemporanea Quattrone occupa diversi ruoli nel Dipartimento Emilia Romagna dell’Associazione Nazionale Sociologi, inclusa la presidenza per più mandati fino al 2019.
La mostra "Prima che faccia buio", curata da Raffaele Quattrone, si è tenuta dal 3 al 14 luglio 2025 alla Rocca Paolina di Perugia, celebrando l'opera di Domenico Ventura. L'esposizione ha presentato oltre trenta tele in un allestimento cinematografico, evocando un universo sospeso tra sogno e realtà. Quattrone ha costruito un percorso immersivo e lirico che indaga la tensione tra sacro e dissenso, tra simbolismo popolare e inquietudine onirica. L'iniziativa ha ricevuto il patrocinio del Comune di Perugia.

## Opere
- Modernità e campo dell’arte, Gruppo Messaggerie Italiane, Milano, 2010, ISBN 9788848810111
- In itinere. Arte contemporanea in trasformazione, Edizioni Equipèco, Roma, 2014, ISBN 9788898281008
- NewFaustianWorld. 17 pittori per l'arte del XXI secolo. Ediz. italiana e inglese, 24ORE Cultura, Milano, 2018, ISBN 9788866484189

## Riconoscimenti
- Vincitore terza edizione del Concorso Regionale per giovani curatori e critici d’arte “A cura di…”, Modena, 2010
- Miglior documentario per NewFaustianWorld al RAGFF, Venezia, 2018[17]
- Premio della critica per NewFaustianWorld al FilmArte, Madrid, 2019[18]
- Grand Prix per NewFaustianWorld al West Side Mountains Doc Fest, Atene, 2019[19]
- Miglior Film per NewFaustianWorld al Aasha International Film Festival, Nashik, 2019
- Miglior documentario straniero per NewFaustianWorld al RAGFF, New York, 2019
- Premio della Giuria per NewFaustianWorld al Kuala Lumpur International Film Festival in the Sky, Kuala Lumpur, 2020
- Menzione speciale della Giuria per NewFaustianWorld al Alexandre Trauner Art/Film Festival, Szolnok, 2020[20]
- Masterpiece: Sulle tracce della meraviglia è una docuserie d'arte contemporanea.[12]
- L'installazione Pozzo Specchio di Michelangelo Pistoletto è stata esposta a Roma nel 2023.[13]
- Pistoletto ha presentato anche una mostra personale alla Real Academia de España nel 2024.[14]
- Il duo Bertozzi & Casoni ha esposto le proprie sculture a Villa Igiea a Palermo nel 2025.[15]